# Zachary Pearce
Zachary Pearce est un théologien et  philologue anglais, né à Londres le 8 septembre 1690, mort le 29 juin 1774. 

## Biographie
Il est attaché au collège de la Trinité, à Cambridge, lorsqu’une édition du De oratore de Cicéron, accompagnée d’excellentes notes, le fait connaître du lord chef justice Parker. 
Ce personnage, devenu chancelier, le prend pour chapelain (1719) et lui fait donner plusieurs cures importantes : Pearce devient ensuite doyen de Winchester (1730), évêque de Bangor (1748), évêque de Rochester (1756) et doyen de Westminster. 
Malgré toutes les instances que lui fait lord Bath, il refuse l’archevêché de Canterbury et l’évêché de Londres, se démet de son doyenné et demande même au roi d’accepter sa démission d’évêque de Rochester pour pouvoir se livrer librement à ses goûts favoris ; mais le roi refuse. Pearce avait une profonde érudition.

## Œuvres
Outre des éditions du De oratore (1716), du De officiis (1745) et du Traité du sublime de Longin, avec une traduction latine, on lui doit : Revue du texte du Paradis perdu (Londres, 1733, in-8°) ; Lettre au clergé de l’Église d’Angleterre (Londres, 1722) ; Commentaire avec notes sur les quatre évangélistes et les Actes des apôtres (Londres, 1777) ; Sermons sur divers sujets (1777, in-8°).

## Source
« Zachary Pearce », dans Pierre Larousse, Grand dictionnaire universel du XIXe siècle, Paris, Administration du grand dictionnaire universel, 15 vol., 1863-1890 [détail des éditions].